# うさぎ薬局
うさぎ薬局は、日本の調剤薬局である。静岡県、東京都を中心に薬局を展開。

## 沿革
- 1999年（平成11年）9月 - 有限会社エスアンドエム設立。
- 2000年（平成12年）1月 - うさぎ薬局 開局。
- 2002年（平成14年）6月 - うさぎ薬局 大仁店 開局
- 2004年（平成16年）6月 - うさぎ薬局 大島店 開局
- 2005年（平成17年）
  - 6月 - うさぎ薬局 和田店 開局
  - 6月 - 「有限会社エスアンドエム」から「株式会社うさぎ薬局」へ社名変更
- 2006年（平成18年）
  - 6月 - うさぎ薬局 岡店 開局
  - 7月 - ケアプランセンター開業
  - 8月 - 福祉用具センター開業
  - 9月 - ヘルパーステーション開業
- 2007年（平成19年）12月 - うさぎ薬局 大岡店 開局
- 2008年（平成20年）
  - 4月 - うさぎ薬局 仁科店 開局
  - 8月 - うさぎ薬局 湯川店 開局
  - 8月 - 特定労働者派遣事業 開業
- 2009年（平成21年）
  - 6月 - うさぎ薬局 裾野店 開局
  - 10月 - うさぎ薬局 東松本店 開局
  - 11月 - うさぎ薬局 湯の花店 開局
- 2010年（平成22年）
  - 4月 - うさぎ薬局 東京事務所 開設
  - 8月 - うさぎ薬局 介護HPサイトオープン
  - 11月 - うさぎ薬局 修善寺店 開局
- 2011年（平成23年）
  - 3月 - うさぎ薬局 長泉店 開設
  - 4月 - うさぎ薬局 調布店 開局
  - 7月 - うさぎ薬局 新松戸店 開局
- 2012年（平成24年）
  - 4月 - うさぎ薬局 大船店 開局
  - 5月 - うさぎ薬局 下多賀店 開局
  - 6月 - うさぎ薬局 岡宮店 開局
  - 11月 - うさぎ薬局 白子店 開局
  - 12月 - うさぎ薬局 鶴舞店 開局
- 2013年（平成25年）
  - 1月 - うさぎ薬局 荒田島店 開局
  - 5月 - うさぎ薬局 なめり店 開局
  - 12月 - 認知症対応型グループホーム グループホームうさぎ 開所
- 2016年（平成28年）
  - 3月 - 訪問看護ステーション 開業
  - 4月 - うさぎ薬局 草薙店 開局
  - 5月 - うさぎ薬局 押上店 開局
- 2017年（平成29年）
  - 5月 - うさぎ薬局 大泉学園店 開局
  - 12月 - うさぎ薬局 馬込沢店 開局
- 2018年（平成30年）
  - 3月 - うさぎ薬局 北浦和店 開局
  - 3月 - 認知症対応型グループホーム グループホームうさぎ伊東中央 開所
- 2019年（令和1年）
  - 10月 - うさぎ薬局 宇佐美店 開局
  - 11月 - うさぎ薬局 武蔵小杉店 開局
- 2020年（令和2年）
  - 9月 - うさぎ薬局 高島店 開局
  - 10月 - うさぎ薬局 広野店 開局
- 2021年（令和3年）
  - 4月 - うさぎ薬局 レイクタウン店 開局
  - 11月 - うさぎ薬局 砂町銀座店 開局
- 2023年（令和5年）
  - 4月 - うさぎ薬局 東所沢店 開局
  - 9月 ‐ うさぎ薬局 鷹岡店 開局
  - 10月 - うさぎ薬局 中伊豆店 開局
  - 10月 - うさぎ薬局 みずほ店 開局
- 2024年（令和6年）
  - 4月 - うさぎ薬局 南流山店 開局
  - 5月 - うさぎ薬局 東小松川店 開局
  - 5月‐うさぎ薬局 宮本町 開局
  - 6月‐住宅型有料老人ホーム開設
  - 11月‐うさぎ薬局 新越谷店 開局